# Frank Castorf
Frank Castorf (* 17. července 1951 Berlín) je německý divadelní režisér. Bývá řazen k představitelům postdramatického divadla, jeho tvorba se vyznačuje porušováním tradičních inscenačních pravidel, diváckou náročností a tvrdou kritikou konzumní společnosti.
V roce 1976 vystudoval divadelní vědu na Humboldtově univerzitě. Byl dramaturgem divadla v Senftenbergu, režisérem v Brandenburgu an der Havel a ředitelem divadla v Anklamu. Jeho nonkonformní tvorba vedla k četným konfliktům s východoněmeckou cenzurou.
V roce 1992 se stal intendantem berlínského divadla Volksbühne am Rosa-Luxemburg-Platz, kde uvádí provokativní inscenace reagující na aktuální politické dění.
Na Hudebních slavnostech v Bayreuthu režíroval v roce 2013 experimentální inscenaci operního cyklu Prsten Nibelungův, která vzbudila negativní reakce festivalového publika.
V roce 2016 obdržel Berliner Kunstpreis.